# Robert Zollinger
Robert Milton Zollinger (Millersport, 4 de septiembre de 1903-12 de junio de 1992) fue un cirujano general estadounidense, que fue profesor de cirugía en la Universidad Estatal de Ohio. Describió el síndrome de Zollinger-Ellison. En 1947, se convirtió en profesor de cirugía y presidente del departamento de cirugía de la Universidad Estatal de Ohio.

## Primeros años
Nació en Millersport, Ohio, hijo de William y Elmira Zollinger, ninguno de los cuales había terminado la escuela secundaria. Cuando era niño, dirigía un negocio de entrega de leche y verduras de la granja de su familia a los vecinos en poni y carreta. Cuando se matriculó en la Universidad Estatal de Ohio en 1921, se convirtió en el primer graduado de su escuela secundaria en asistir a la universidad. Obtuvo un BA en 1925 seguido de un MD en 1927. Aunque solo recibió una calificación de "C" en cirugía, dijo que algún día regresaría a la Estatal de Ohio como jefe de cirugía.

## Carrera
Recibió una pasantía quirúrgica en el Hospital Peter Bent Brigham en Boston por parte del destacado cirujano Harvey Cushing, quien sugirió que Zollinger pasara seis meses como voluntario con el cirujano Elliott Cutler en la Escuela de Medicina de la Universidad Case de la Reserva Occidental antes de comenzar su pasantía, que él hizo. Después de su pasantía, regresó para comenzar una residencia quirúrgica con Cutler. Cuando Cutler se mudó a Boston para reemplazar a Cushing como profesor de cirugía en la Escuela de Medicina Harvard, Zollinger lo siguió. Zollinger se convirtió en profesor asistente de cirugía en Harvard en 1939 y publicó su primer libro de texto con Cutler, Atlas of Surgical Operations, en 1939. Se unió al Cuerpo Médico del Ejército de los Estados Unidos en 1941, ascendiendo al rango de Coronel al final de la Segunda Guerra Mundial, y recibió la Legión al Mérito por su desarrollo de unidades móviles equipadas para realizar diversas cirugías.
En 1947, regresó a Ohio para ocupar el cargo de profesor de cirugía y presidente del departamento de cirugía de la Universidad Estatal de Ohio; permaneció en esos puestos hasta su retiro en 1974. Él y Edwin H. Ellison fueron los primeros en describir la asociación entre las úlceras pépticas y los tumores pancreáticos, postulando que las úlceras eran causadas por un exceso de secreción de ácido gástrico inducido por hormonas. Llamaron a la enfermedad síndrome de Zollinger-Ellison, que más tarde se demostró que era causada por un exceso de secreción de la hormona gastrina por tumores neuroendocrinos del páncreas.
Durante la década de 1960, se desempeñó como presidente del Colegio Estadounidense de Cirujanos (1961–62), presidente de la Junta Estadounidense de Cirugía (1963) y presidente de la Asociación Estadounidense de Cirugía (1965). Fue nombrado miembro honorario del Royal College of Surgeons of England en 1965 y del Royal College of Surgeons of Edinburgh en 1966.

## Vida personal y posterior
Se casó con Louise Kiewet, maestra de escuela, en 1929. Tuvieron dos hijos, Robert M. Zollinger y Myra Louise Waud. Zollinger tenía una pasión por el cultivo de rosas y calabazas, en un momento tenía más de 400 rosas creciendo en su jardín en Bexley, Columbus. Fue presidente de la American Rose Society y sus rosas ganaron numerosas cintas en la Feria Estatal de Ohio.
Murió en 1992, a los 88 años, de cáncer de páncreas.